# TATA LPT-613
ТАТА LPT-613 — індійський малотонажний вантажний автомобіль виробництва Tata Motors. Цей автомобіль входить в сімейство вантажних безкапотних автомобілів TATA LPT, створене на основі Mercedes-Benz LN другого покоління. В Україні ця модель виготовляється у м. Чорноморську (Одеська область) на ЗАТ «Запорізький автомобілебудівний завод» та на ЗАТ «Бориспільський автобусний завод» (с. Проліски, Київська область). Вантажівки виробництва останнього реалізуються під маркою БАЗ-Т713 «Подорожник». З 2004 року модель виробляється в Росії компанією «Автомобілі та мотори Уралу» під назвою АМУР-4346.

## Опис моделі
Конструктивно Tata LPT 613 являє собою низькорамну вантажівку з кабіною безкапотного компонування, на яку, за бажанням клієнта, встановлюються різні модифікації кузова — промтоварний, ізотермічний, термічний, хлібний фургони, тентова/бортова платформа, самоскид, евакуатор тощо.
Сама ж вантажівка збирається крупновузловим способом у м. Чорноморську (Одеська область) на ЗАТ «Запорізький автомобілебудівний завод» та на ЗАТ «Бориспільський автозавод» (с. Проліски, Київська область) з SKD-машинокомлектів, що поставляються з Індії.

## Двигун
Tata LPT 613 має двигун Tata 697 NA — ліцензований Mercedes-Benz OM 352. Даний двигун дизельний, 6-циліндровий, рядний, об'ємом 5,675 л і потужністю 130 к.с. (при 2400 об/хв), він працює в парі з 5-ступінчастою механікою Tata GBS-40. Коробка передач — з синхронізаторами на всіх передачах переднього ходу і ковзним зачепленням для передачі заднього ходу. Крутний момент — 416—430 Нм — досягається вже при 1400—1700 об/хв. Зчеплення — фрикційне, однодискове, сухе, з діафрагмовою пружиною. Охолодження двигуна — рідинне. Акумуляторна батарея — 120 А/год, 12 Вт. Стартер ТАТА LPT 613 має потужність 2,8 кВт і працює з напругою 12 В[джерело?].

## Шасі
Рама автомобіля — сходова, лонжерони виконані з гнутого швелера. Довжина колісної бази Tata LPT 613 — 3800 мм. Колія передніх коліс — 1650 мм, задніх — 1577 мм. Кліренс — 194 мм. Вантажопідйомність автомобіля становить від 3680 до 4200 кг.
Спереду і ззаду встановлюються залежні підвіски на поздовжніх напівеліптичних ресорах. Гідропідсилювач — виробництва ZF, за словами майстрів станції ТО, один з найбільш безвідмовних вузлів автомобіля, незалежно від умов експлуатації. Гальма — пневматичні, з барабанними гальмівними механізмами на всіх колесах. Гальмівна система — двоконтурна. Допоміжна система — спеціальне гальмо-уповільнювач з приводом від двигуна — ретардер. Гальмо стоянки, який приводиться в дію пружинним енергоакумулятором, загальмовує задні колеса. Встановлювана гума — Дніпрошина, 7,5/16 R16 PR (діагональна) або 215/75 R17,5.

## Автобуси шасі TATA LPT-613
На шасі TATA LPT-613 з 2002 року виготовляються автобуси малого класу БАЗ-А079, а з 2005 року і автобуси малого класу ЗАЗ А07А І-Ван.

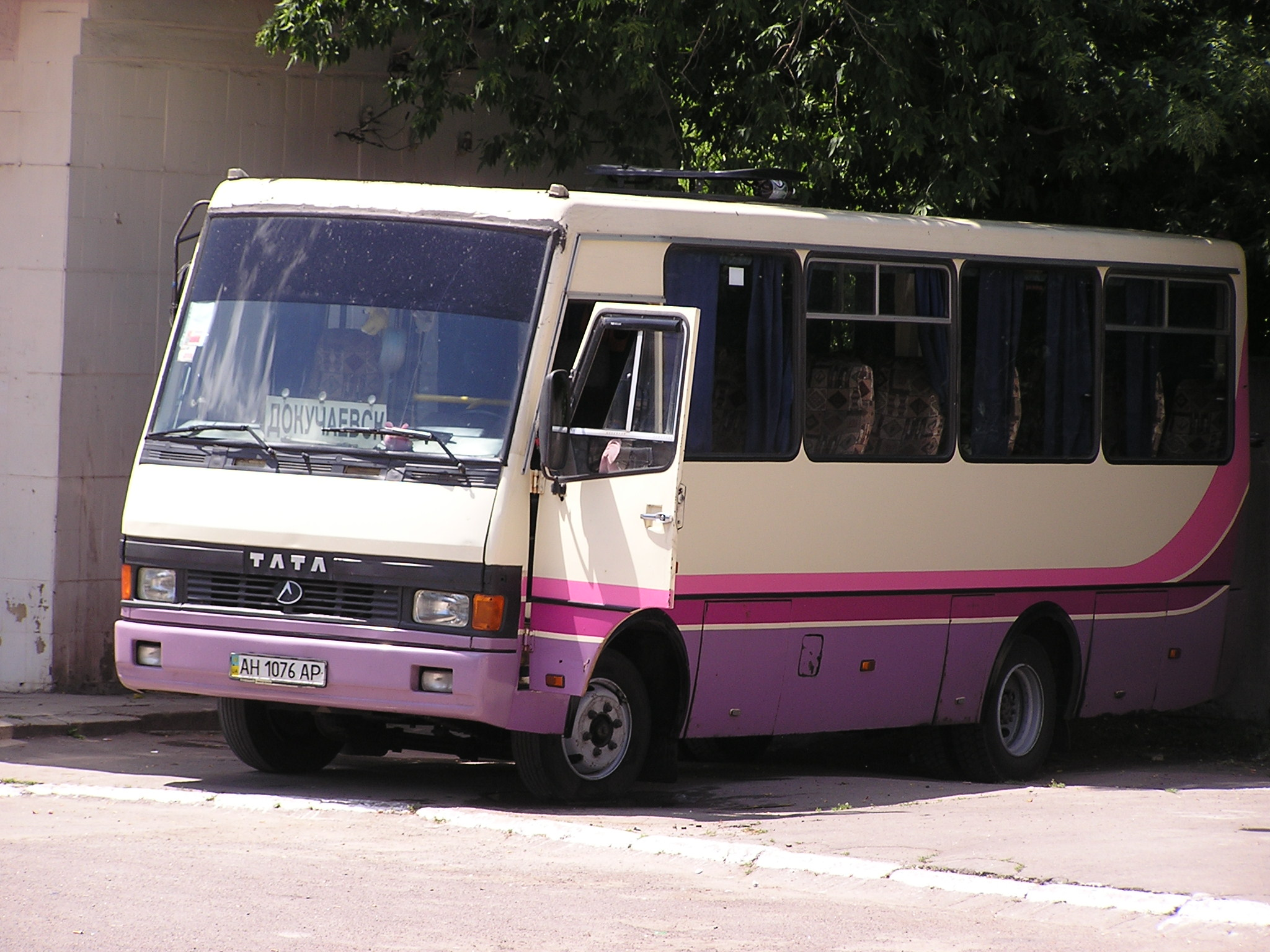
БАЗ-А079
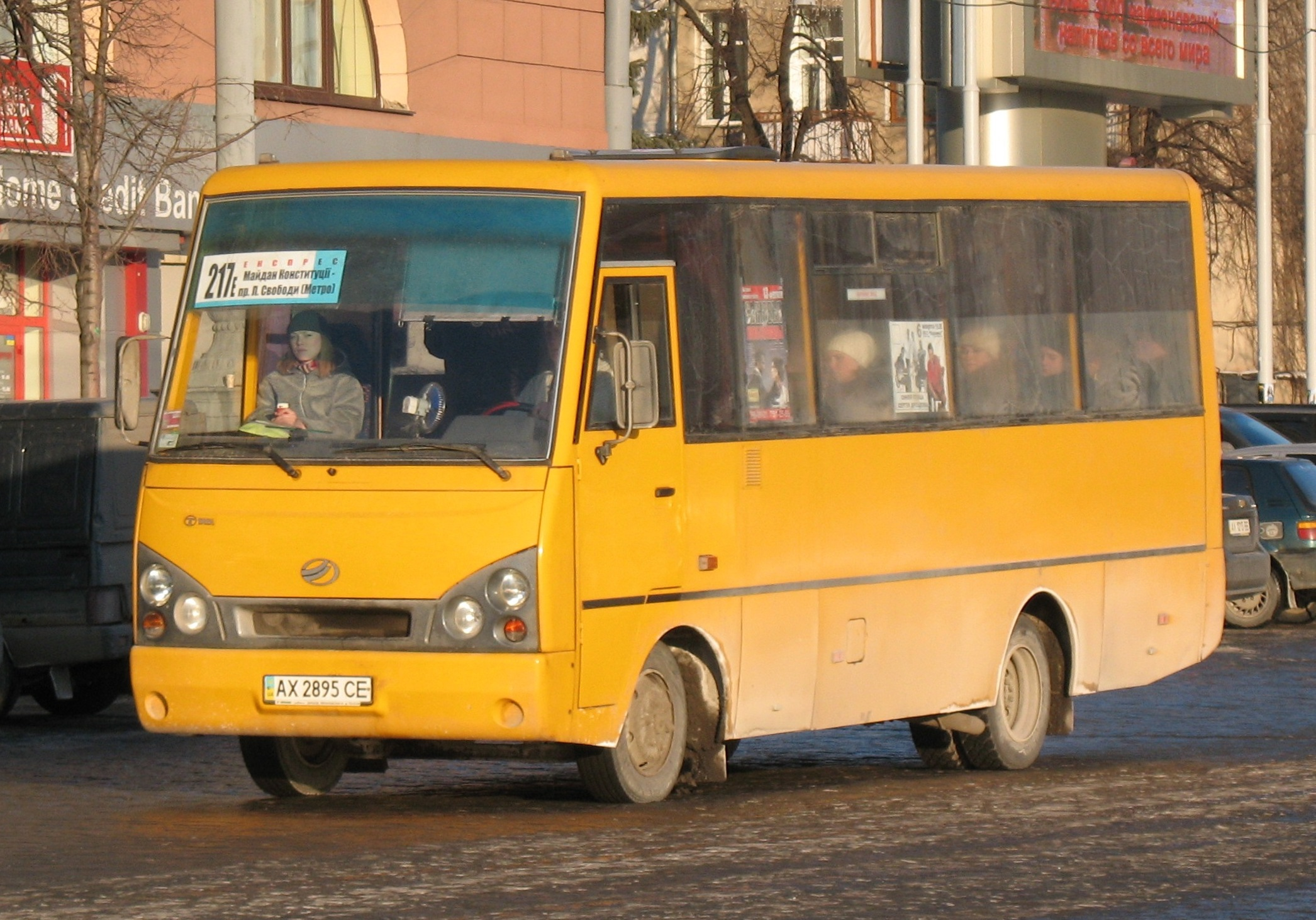
ЗАЗ А07А І-Ван

## Галерея
Інші моделі з сімейства LPT.

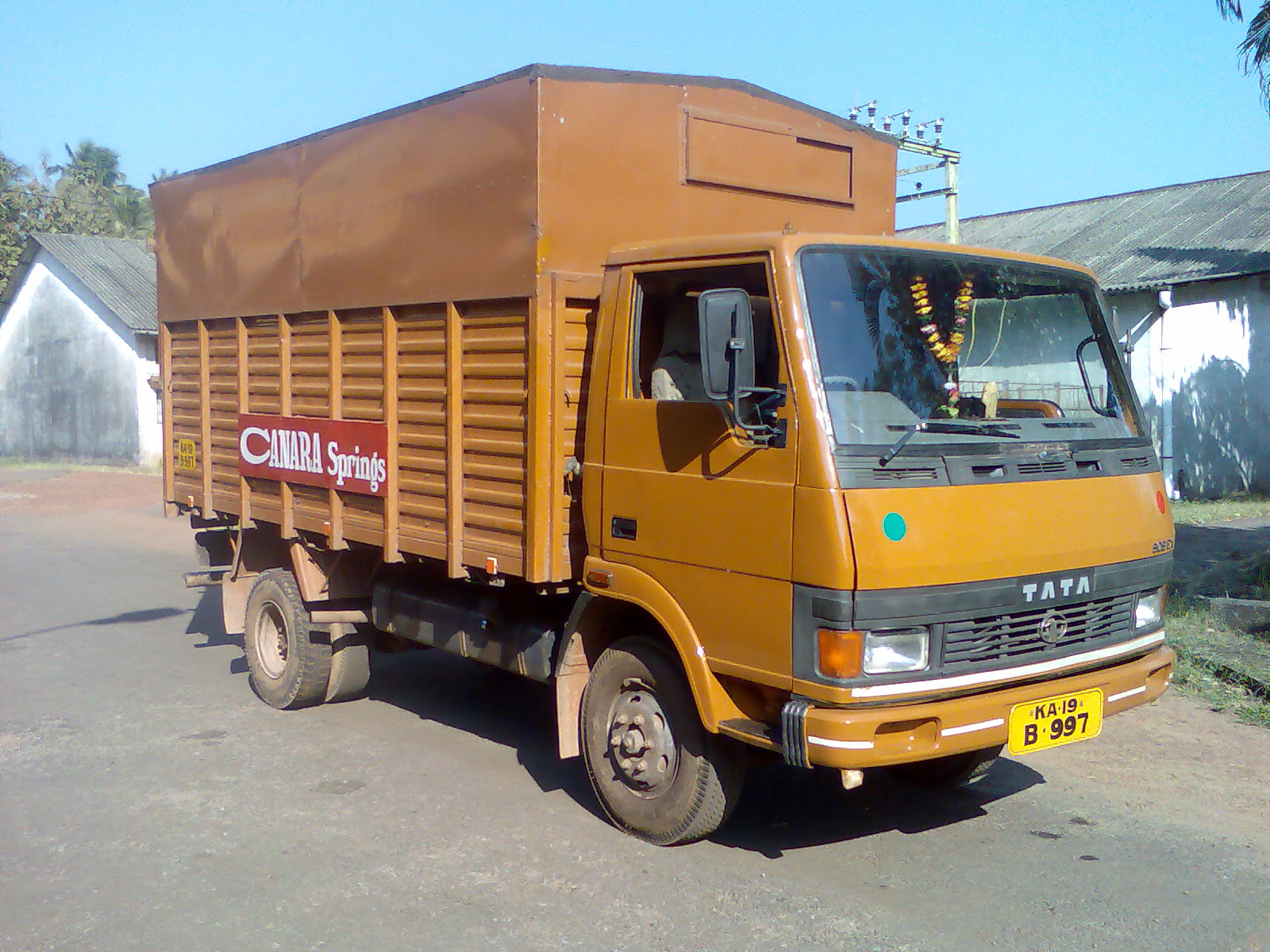
TATA LPT-909
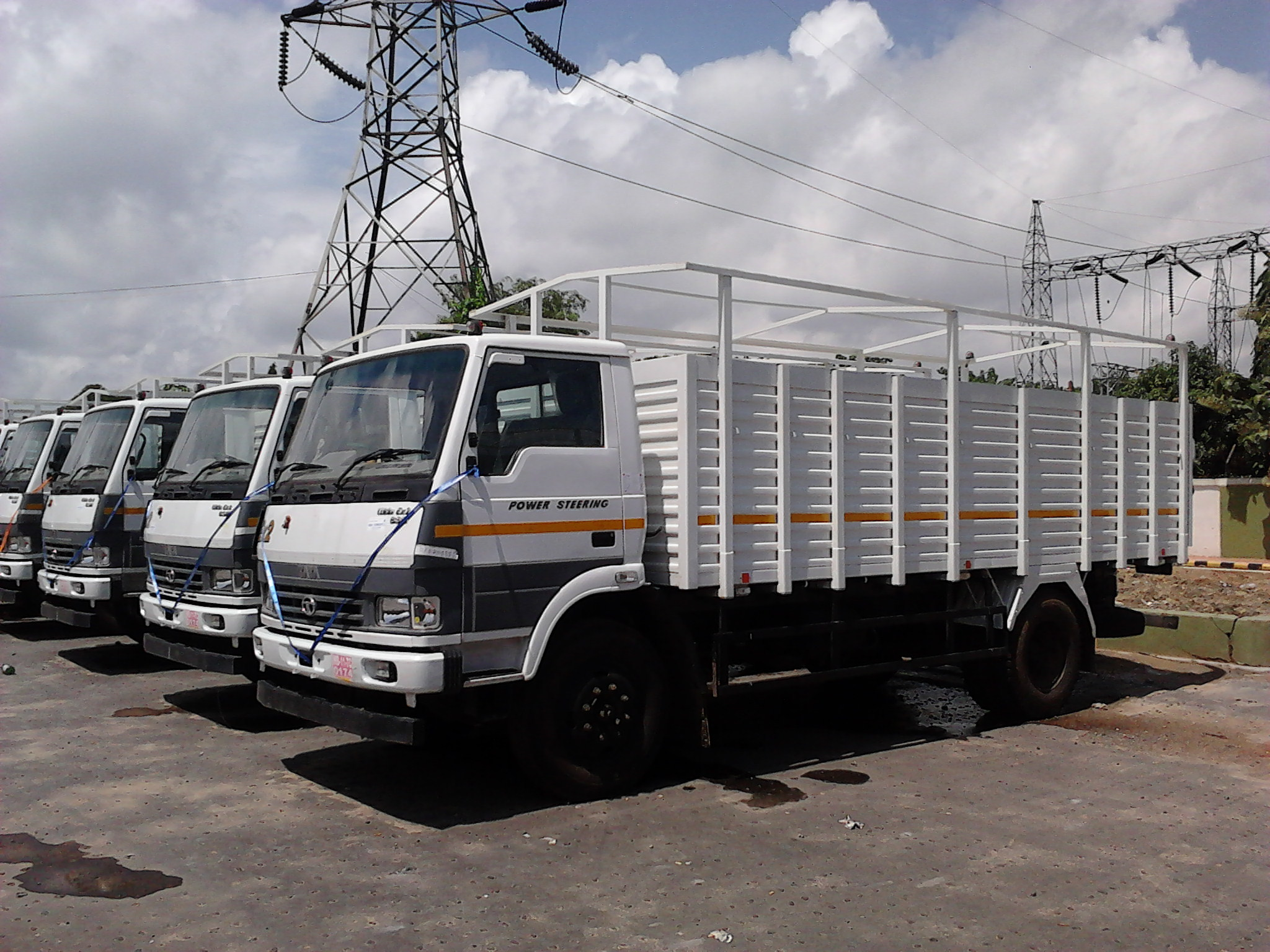
TATA LPT-1109
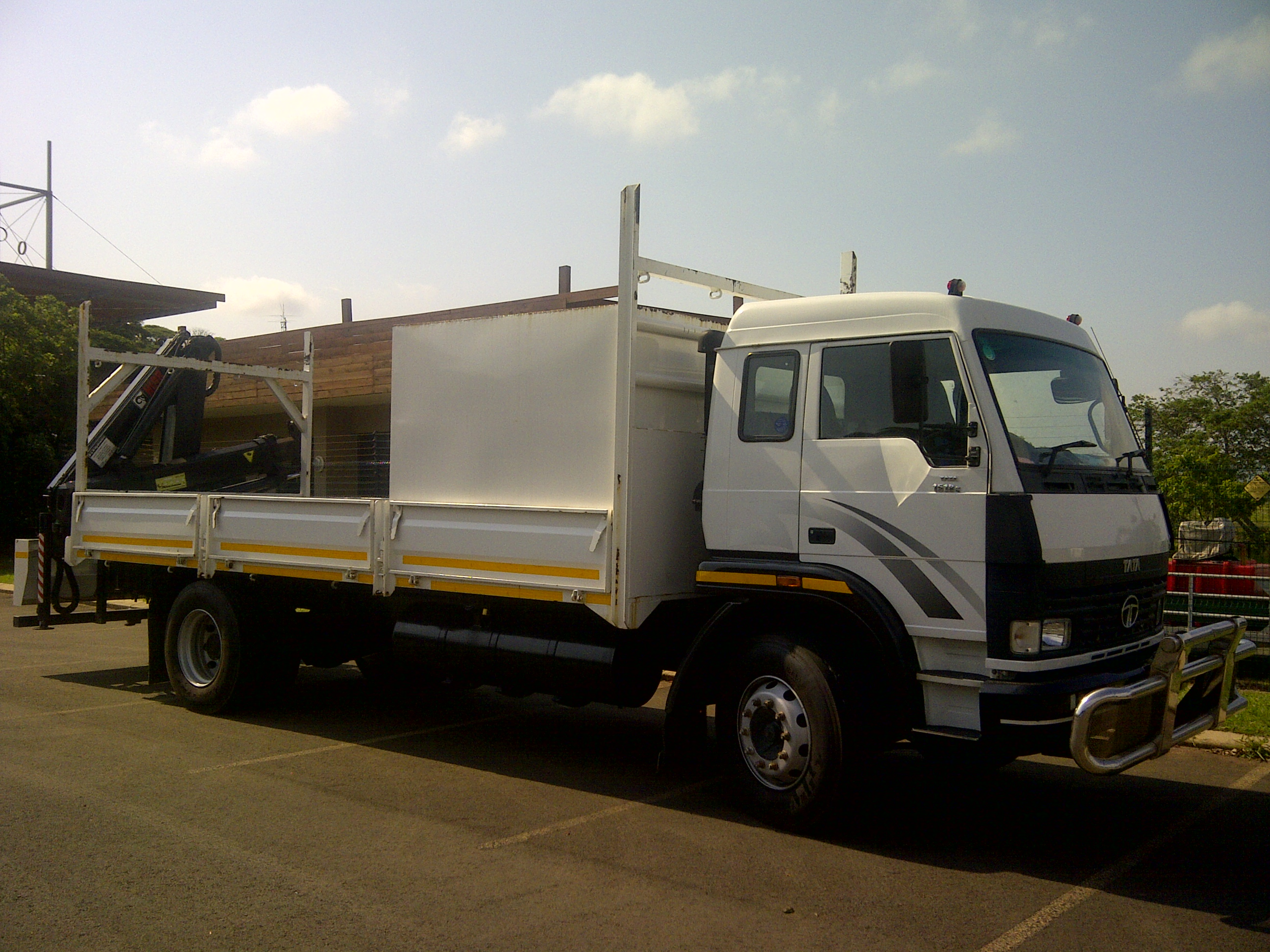
TATA LPT-1518
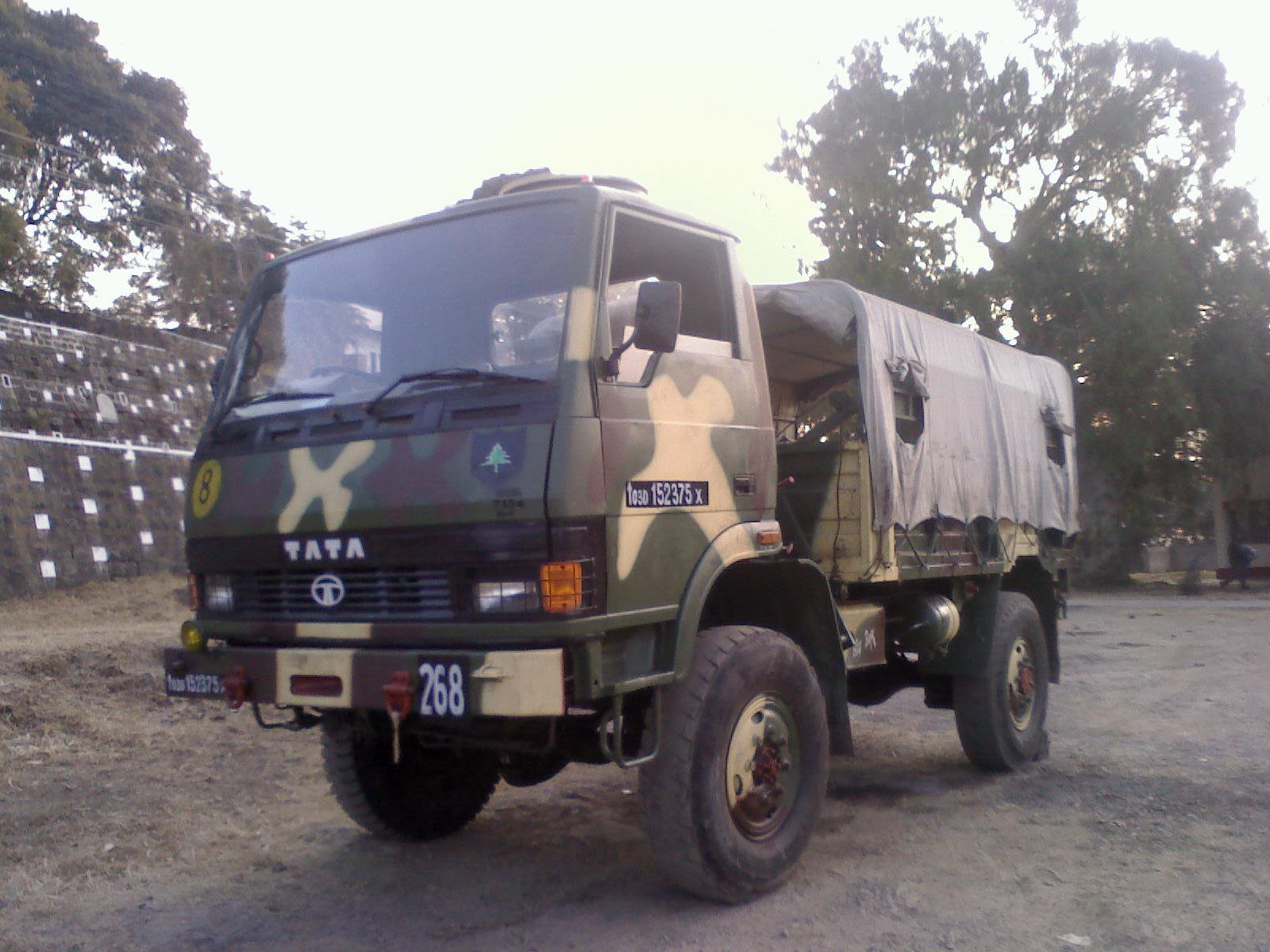
TATA LPTA-713 4х4